# Plagiosauridae
Los plagiosáuridos (Plagiosauridae) son un grupo extinto de temnospóndilos que vivieron en el período Triásico. Plagiosauridae fue nombrada por Jaekel (1913), siendo asignada por Carrol (1988) a Plagiosauroidea. Los plagiosáuridos presentaban un cráneo aplanado ventralmente, sumado a un cuerpo corto y amplio.